# Case e misteri - Prove concrete
Case e misteri - Prove concrete è un film televisivo del 2017 diretto da Mark Jean.
Si tratta del secondo dei tre film tratti dai romanzi della serie Fixer-Upper Mysteries di Kate Carlisle.

## Trama
Durante i lavori di restauro della casa del faro di Lighthouse Cove vengono trovati i resti di una ragazza scomparsa quindici anni prima. Shannon Hughes, esperta in restauri e fidanzata del proprietario della casa, decide di fare luce sulla vicenda.